# エグフォンド
エグフォンド （Aiguefonde、オック語:Aigafonda）は、フランス、オクシタニー地域圏、タルヌ県のコミューン。

## 地理
ノワール山地のふもとにあるエグフォンドはマザメ都市圏に含まれている。マザメの町の南西4kmの地点に位置する。

## 人口統計
| 1962年 | 1968年 | 1975年 | 1982年 | 1990年 | 1999年 | 2008年 | 2014年 |
| ------ | ------ | ------ | ------ | ------ | ------ | ------ | ------ |
| 2019   | 2068   | 2105   | 2588   | 2752   | 2631   | 2710   | 2538   |

参照元:1962年から1999年までは複数コミューンに住所登録をする者の重複分を除いたもの。それ以降は当該コミューンの人口統計によるもの。1999年までEHESS/Cassini、2006年以降INSEE。